# Nelly Diener

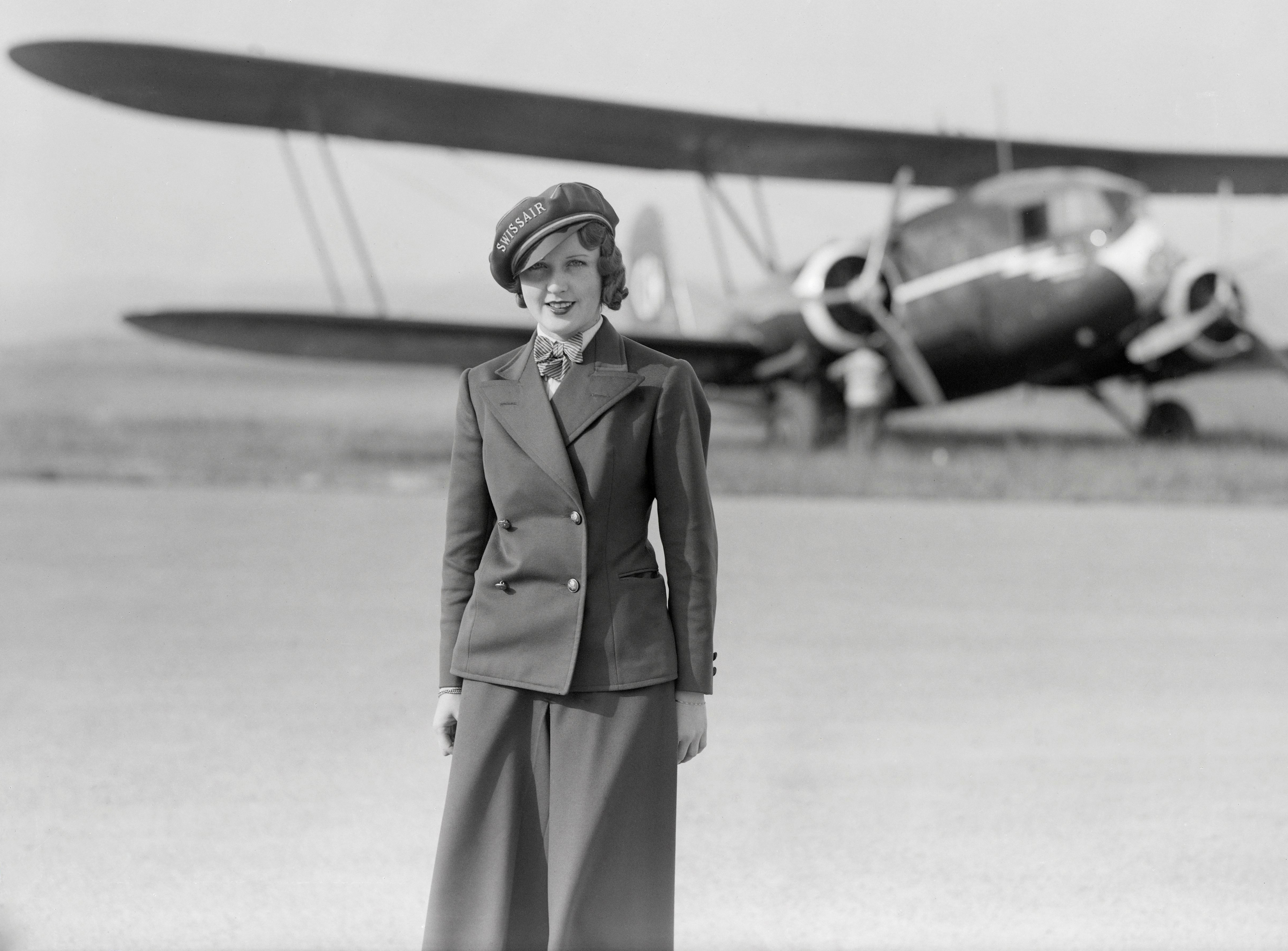
Nelly Diener, erste Stewardess in Europa, vor dem Schnellflugzeug Curtiss AT-32C Condor, CH-170 vermutlich in Dübendorf

Nelly Hedwig Diener (* 5. Februar 1912; † 27. Juli 1934 bei Wurmlingen) war bei der Schweizer Fluggesellschaft Swissair die erste Flugbegleiterin Europas.

## Leben und Arbeit

### Die ersten Flugbegleiter
Der weltweit erste Steward an Bord eines Luftfahrzeugs versah seinen Dienst im Jahr 1911 auf dem Verkehrsluftschiff LZ 10 „Schwaben“ für die DELAG. Am 1. Mai 1927 trat ein Bordsteward der britischen Imperial Airways den weltweit ersten Flugbegleiterdienst auf der Route London–Paris an. Das Berufsbild der Flugbegleiter geht auf den Betriebsleiter der Boeing Air Transport (der heutigen United Airlines) zurück, der im Jahr 1930 die Ansicht vertrat, weibliche Flugbegleiter würden eine beruhigende Wirkung auf Passagiere ausüben und damit die Flugangst vor dem damals immer noch als exotisch und neuartig empfundenen Verkehrsmittel Flugzeug verringern. Am 15. Mai 1930 begleitete die US-amerikanische Krankenschwester Ellen Church (1904–1965) als erste Stewardess die Passagiere einer dreimotorigen Boeing 80 A der Boeing Air Transport.

### Europas erste Flugbegleiterin

Nelly Diener in der Galley der Curtiss AT-32C Condor (1934)

Nelly Diener mit Passagieren in der Kabine der Curtiss AT-32C Condor (1934)

Nelly Diener wurde zu Beginn des Jahres 1934 bei der Schweizer Fluggesellschaft Swissair die erste Flugbegleiterin Europas. Die Zeitschrift Aero-Revue glorifizierte sie als «blonde, lockige, langbewimperte Dame» zum «Engel der Lüfte». Ihren Fluggästen servierte sie selbst zubereitete Speisen und Getränke. Die Verpflegung war in den Anfangsjahren der Swissair nicht im Flugpreis inbegriffen; für eine Bordküche war im knapp bemessenen Raum in den Pioniertagen der Verkehrsflugzeuge kein Platz. Im Angebot waren Tee, Kaffee, belegte Brote, Suppe und Früchte. Passagieren, die unter Flugangst litten, redete Nelly Diener beruhigend zu und mit vielen spielte sie Karten oder es wurde zur Ablenkung von der Flugangst gestrickt, miteinander Lieder gesungen oder sogar gejodelt.
Die Flugbegleiterinnen der Swissair verrichteten ihre Arbeit anfangs noch ohne Uniform und mussten sich mit einer weissen Schürze begnügen – zeitgenössische Aufnahmen ausserhalb des Flugzeugs zeigen Nelly Diener hingegen mehrheitlich mit Fliegerjacke, Hosen und Mütze. Auf einer Postkarte ist ihre Berufsbezeichnung mit «Stewardess des Schnellflugzeuges „Condor“ der Swissair» angegeben.
Nelly Diener erlangte als erste Flugbegleiterin Europas weit über die Landesgrenzen hinaus Bekanntheit. Sie kam nach 83 Flügen beim Absturz der 14-plätzigen Curtiss AT-32C Condor (Luftfahrzeugkennzeichen CH-170) am 27. Juli 1934 auf der Flugstrecke Zürich–Berlin bei Wurmlingen zusammen mit neun Passagieren und zwei weiteren Besatzungsmitgliedern ums Leben (siehe auch Artikel: Flugzeugabsturz am 27. Juli 1934 bei Tuttlingen).
Der Bericht der Swissair zum Geschäftsjahr 1934 hält zum Unglück und seinen Ursachen fest:

„Im abgelaufenen Geschäftsjahre hatte unsere Gesellschaft ihren ersten schweren Flugzeugunfall durch den Absturz der Curtiss-Condor am 27. Juli 1934 bei Tuttlingen zu beklagen. Nach dem Bericht der amtlichen Untersuchungskommission war die Ursache auf einen versteckten Dauerbruch des Anschlußlappens der beiden rechten vorderen Verspannungsdrähte im Motoreinbau zurückzuführen. Alle Ansprüche aus diesem Unfall sind inzwischen restlos erledigt worden. Der treuen Bordmannschaft, Herrn Armin Mühlematter, Pilot, Herrn Hans Daschinger, Bordfunker, Fräulein Nelly Diener, Stewardess, die in Erfüllung ihrer Pflicht ihr Leben ließen, werden wir stets ein ehrendes Andenken bewahren.“